# Пеле (богиња)
Пеле је хавајска богиња ватре и вулкана. Популарна је у бројним причама древних Хаваја и позната је хавајска митологија.

## Легенда
Постоји неколико легенди у вези са Пеле у хавајској митологији. Поред тога што је призната као богиња вулкана, Пеле је такође позната по својој моћи, страсти, љубомори, и самовољи. Наводно живи у кратеру вулкана Килауеа који се зове Халемаумау. То је један од најактивних вулкана на Хавајима.Испочетка је била богиња вода, али касније је променила елемент, те почела да се боји океана, па је за своје станиште изабрала острво Хаваји и Мауна Лоу, јер је једино ту снажни океански таласи нису могли досећи. Пеле је имала мноштво љубавника, а већину је њих убила ерупцијом лаве. Други мит каже да су стубови од вулканског камења разбацани по Мауна Лои заправо тела несрећних љубавника ватрене богиње. Пеле је била изузетно поштована, а жртве су јој се приносиле на врховима свих вулкана на острву, посебно током ерупција како би се одобровољила. Сматрана је врло љубоморним божанством и веровало се да кажњава оне који би крали камење са њених олтара. Каже се да њено појављивање у црвеној одећи предсказује ерупцију вулкана.